# Oligoclada risi
Oligoclada risi là loài chuồn chuồn trong họ Libellulidae. Loài này được Geijskes mô tả khoa học đầu tiên năm 1984.